# José Castelli
José Castelli, noto anche col nome italianizzato Giuseppe Castelli e conosciuto in Brasile come Rato o Ratto (San Paolo, 19 agosto 1903 – San Paolo, 26 settembre 1984), è stato un calciatore e allenatore di calcio brasiliano, di ruolo centrocampista.

## Statistiche

### Presenze e reti nei club
| Stagione           | Club                | Campionato | Campionato | Campionato |
| Stagione           | Club                | Comp       | Pres       | Reti       |
| ------------------ | ------------------- | ---------- | ---------- | ---------- |
| 1921-31            | Corinthians         | ?          | ?          | ?          |
| 1931-32            | Lazio               | A          | 27         | 4          |
| 1932-33            | Lazio               | A          | 20         | 3          |
| 1933-34            | Lazio               | A          | 1          | 0          |
| Totale Lazio       | Totale Lazio        |            | 48         | 7          |
| 1934-37            | Corinthians         | ?          | ?          | ?          |
| Totale Corinthians | Totale Corinthians  |            | 208        | 69         |
| 1937-??            | Portuguesa Santista | ?          | ?          | ?          |

## Palmarès

### Calciatore

#### Club
- Campionato paulista: 6

Corinthians: 1922, 1923, 1924, 1928, 1929, 1930

### Allenatore
- Torneo Rio-San Paolo: 1

Corinthians: 1953
- Campionato paulista: 2

Corinthians: 1951, 1952